# Calico (sitio arqueológico)

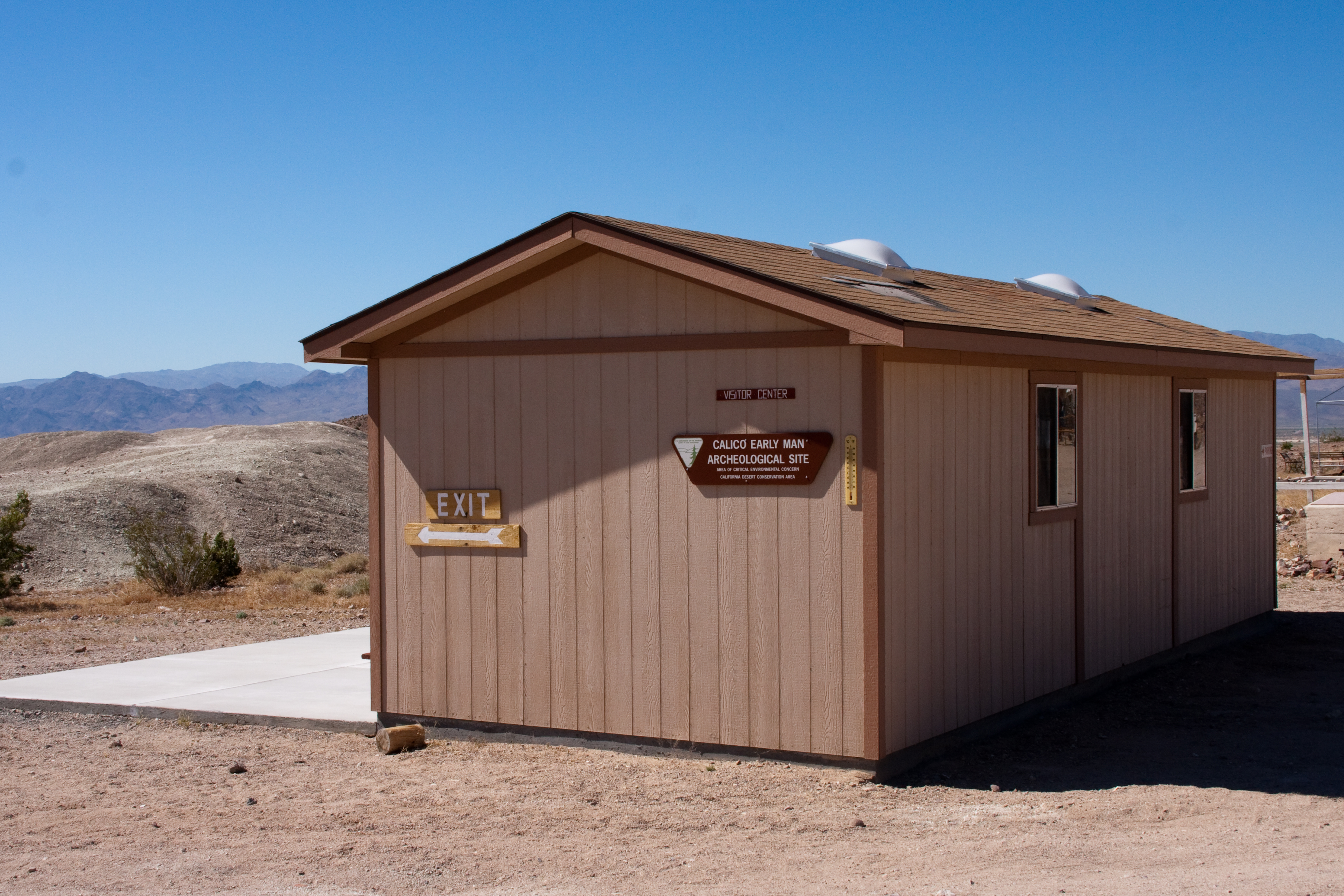
Centro de visitantes del sitio arqueológico de Calico

Calico es el nombre dado a un yacimiento arqueológico ubicado cerca de Barstow (California), condado de San Bernardino, en el centro del desierto de Mojave. Se encuentra ubicado en y sobre conglomerados  del Pleistoceno, acumulados en un abanico aluvial y ersionados (fanglomerados) que fueron tapados por depósitos aluviales de arrastre, conocidos como las colinas de Calico o como formación Yermo. También se hallaron restos del Holoceno, que incluyen petroglifos y segmentos de caminos probablemente relacionados con el transporte de rocas, principalmente de calcedonia. 

## Historia
En 1959 la arqueóloga Ruth DeEtte Simpson interesó a Louis Leakey en las lascas obtenidas por ella en el sitio. Desde 1964 comenzó una excavación sistemática, dirigida por Ruth Simpson, quien además fue directora del Museo del condado. En 1970 los expertos que cuestionaban los hallazgos consiguieron que se suspendieran los subsidios de las entidades que patrocinaban la excavación pese a los cual los trabajos continuaron y los investigadores creen haber identificado cerca de 4 mil piezas líticas y 6 mil lascas de desecho.

## Restos pleistocénicos
El yacimiento ha sido llamado "sitio del hombre primitivo de Calico" y presenta por lo menos tres componentes pleistocénicos:
- Las herramientas bifaciales de Rock Wren, que son grandes y bien trabajadas, encontradas en un depósito aluval datado en 14.400 ± 2.200 años.
- La llamada industria lítica de Lago Manix, a la orilla de un lago que se vació hace 18.000 años.
- Los supuestos artefactos de la industria lítica de Calico, recuperados del anidado en depósitos aluviales del Pleistoceno medio, estratigráficamente debajo de un perfil del suelo de hace 100.000 años. Han sido datados por termoluminiscencia, en 135.000 años;[2] por análisis de series de uranio, en alrededor de 200.000 años;[3] y por la superficie de Berilio-10 (10Be), en 197.000 ± 20.000 años. Se trata de lascas laminares retocadas con muescas y algunos "chopers", mayoritariamente de sílex.[1]

## Debate
Se ha realizado un fuerte debate, entre quienes consideran que el material identificado como industria lítica de Calico sí es producto de la mano del hombre y quienes creen que son geofactos, resultado de meros accidentes de la naturaleza. Entre los expertos ha predominado la segunda opinión, aunque el debate luego se ha ampliado a otros sitios de posible poblamiento en las Américas de humanos anteriores al H. sapiens, tales como Old Crow, Hueyatlaco y la Toca da Esperança, así como a los posibles restos humans encontrados Topper (37 a 50 mil años) y Pedra Furada (32 a 53 mil años), mientras que el hallazgo de restos del poblamiento temprano del H. sapiens en las Américas, se multiplican, con dataciones cercanas a los 14.400 años de los bifaces de Rock Warren, como las de los restos de Meadowcroft Rockshelter (al menos 16.000 años), Monte Verde (14.800 años) y las partes de cráneo y dientes de la gruta de Garrincho, en Pedra Furada (por lo menos 14.100 años).